# Miss Táchira (Venezuela)
El Miss Táchira es un concurso de belleza que se realizaba en el Táchira, y cuya finalidad era escoger la representante de este estado andino para el Miss Venezuela y Para el Miss Venezuela Mundo entre (2013 y 2015) ; además para la participación de sus candidatas a nivel Internacional.
La organización Miss Táchira escoge cada Año a su representante, con mucha dedicación, de manera de poder resaltar la hermosura de sus Mises Tachirenses, además de acentuar el nivel de su gente luchadora y persistente.

## Historia
Táchira es una de las mayores potencias en el Miss Venezuela, logró conseguir el Título de Miss Venezuela 1997, con la Bellisíma Taribeña Veruska Ramírez, Miss Táchira 1997. Ella representó a Venezuela en el Miss Universo 1998 donde logró figurar como 1 °Finalista. Perdiendo frente a la Representante de Trinidad y Tobago, Wendy Fitzwilliam.
Táchira, a pesar de haber ganado tan solo una vez el Miss Venezuela, ha logrado dejar muchas Finalistas y Semi- Finalistas; una de ellas es la Sancristobalense Aura Consuelo Zambrano Alejos, Miss Táchira 2001, ella logró quedar como 1.º Finalista (2.º Lugar) en el Miss Venezuela 2001, lo cual le otorgó el derecho de representar a Venezuela en el Miss Internacional 2001, donde alcanzó el puesto de 1.º Finalista (2.º Lugar), perdiendo contra la Representante de Polonia, Małgorzata Rożniecka.

## Representación en el Miss Venezuela
- Entre 1952 hasta 1993 la Miss Táchira era Designada por la Organización Miss Venezuela.
- Entre 1994 hasta 2012 la Miss Táchira era Coronada por la Organización Miss Táchira.
- Entre 2013 hasta 2017 la Organización Miss Táchira seleccionaba un Top de mises que posiblemente representarían a Táchira, y finalmente la decisión era concretada por la Organización Miss Venezuela que decidía quién sería Miss Táchira de ese Top.
- Entre 2018 hasta 2024 la Organización Miss Táchira no realizó concurso ni seleccionó un determinado Top de Finalistas. Por tanto, nuevamente la Miss Táchira fue designada diractamente por la Organización Miss Venezuela.
- Desde el 2025, la Organización Miss Táchira quedó en manos de un nuevo director, por lo que nuevamente se corona a la Miss Táchira en un concurso estatal.

## Miss Táchira en el Miss Venezuela
La siguiente lista muestra todas las candidatas que han sido coronadas como Miss Táchira, y por ende, que han participado en el Miss Venezuela. Hasta el 2025, han sido coronadas 58 Tachirenses como Reinas de la entidad. 
Color Clave
- Ganador
- Finalistas
- Semi Finalistas

| Año  | Municipio                    | Candidata                              | Edad                         | Ciudad / Pueblo              | Colocación                   | Premios                          |
| ---- | ---------------------------- | -------------------------------------- | ---------------------------- | ---------------------------- | ---------------------------- | -------------------------------- |
| 1952 |                              | Ilse Theverkaus Ibarra                 | -                            | Se desconoce                 | No Figuró                    |                                  |
| 1953 |                              | Elena Ruíz                             | -                            | Se desconoce                 | No Figuró                    |                                  |
| 1954 | No se celebró Miss Venezuela | No se celebró Miss Venezuela           | No se celebró Miss Venezuela | No se celebró Miss Venezuela | No se celebró Miss Venezuela | No se celebró Miss Venezuela     |
| 1955 | No Compitió                  | No Compitió                            | No Compitió                  | No Compitió                  | No Compitió                  | No Compitió                      |
| 1956 | No Compitió                  | No Compitió                            | No Compitió                  | No Compitió                  | No Compitió                  | No Compitió                      |
| 1957 | No Compitió                  | No Compitió                            | No Compitió                  | No Compitió                  | No Compitió                  | No Compitió                      |
| 1958 | No Compitió                  | No Compitió                            | No Compitió                  | No Compitió                  | No Compitió                  | No Compitió                      |
| 1959 | No se celebró Miss Venezuela | No se celebró Miss Venezuela           | No se celebró Miss Venezuela | No se celebró Miss Venezuela | No se celebró Miss Venezuela | No se celebró Miss Venezuela     |
| 1960 |                              | Marina Carrero                         | -                            | Se desconoce                 | 3º Lugar (2.ª Finalista)     |                                  |
| 1961 |                              | Alba Cárdenas Gómez                    | -                            | Se desconoce                 | No Figuró                    | Miss Fotogénica                  |
| 1962 |                              | Isabel Osorio Urdaneta                 | -                            | Se desconoce                 | 5º Lugar (4.ª Finalista)     |                                  |
| 1963 |                              | Beatriz Márquez Marroquí               | -                            | Se desconoce                 | No Figuró                    |                                  |
| 1964 |                              | Alba Gómez Chacón                      | -                            | Se desconoce                 | No Figuró                    |                                  |
| 1965 | No Compitió                  | No Compitió                            | No Compitió                  | No Compitió                  | No Compitió                  | No Compitió                      |
| 1966 | San Cristóbal                | Mireya Bernal Niño                     | -                            | San Cristóbal                | No Figuró                    |                                  |
| 1967 | No Compitió                  | No Compitió                            | No Compitió                  | No Compitió                  | No Compitió                  | No Compitió                      |
| 1968 |                              | Maritza Loyola                         | -                            | Se desconoce                 | No Figuró                    |                                  |
| 1969 | No Compitió                  | No Compitió                            | No Compitió                  | No Compitió                  | No Compitió                  | No Compitió                      |
| 1970 |                              | Morella Chacón                         | -                            | Se desconoce                 | No Figuró                    |                                  |
| 1971 | No Compitió                  | No Compitió                            | No Compitió                  | No Compitió                  | No Compitió                  | No Compitió                      |
| 1972 |                              | Ana Mireya Obregón                     | -                            | Se desconoce                 | No Figuró                    |                                  |
| 1973 | Distrito Capital             | Hilda Carrero García                   | -                            | Caracas                      | 4º Lugar (3.ª Finalista)     | Miss Fotogénica                  |
| 1974 |                              | Maria Auxiliadora Colmenares           | -                            | Se desconoce                 | No Figuró                    |                                  |
| 1975 | No Compitió                  | No Compitió                            | No Compitió                  | No Compitió                  | No Compitió                  | No Compitió                      |
| 1976 |                              | Maria Cecilia Castillo                 | -                            | Se desconoce                 | No Figuró                    |                                  |
| 1977 |                              | Ana Celina Pabón                       | -                            | Se desconoce                 | No Figuró                    | Miss Amistad                     |
| 1978 |                              | Sandra Guevara                         | -                            | Se desconoce                 | No Figuró                    | Miss Simpatía                    |
| 1979 | No Compitió                  | No Compitió                            | No Compitió                  | No Compitió                  | No Compitió                  | No Compitió                      |
| 1980 | No Compitió                  | No Compitió                            | No Compitió                  | No Compitió                  | No Compitió                  | No Compitió                      |
| 1981 | San Cristóbal                | Dulce Leonor Porras Durán              | -                            | San Cristóbal                | No Figuró                    |                                  |
| 1982 | No Compitió                  | No Compitió                            | No Compitió                  | No Compitió                  | No Compitió                  | No Compitió                      |
| 1983 |                              | Adriana Novellino Blonval              | -                            | Se desconoce                 | No Figuró                    | Miss Elegancia                   |
| 1984 |                              | María Alejandra Niño Berti (†)         | -                            | Se desconoce                 | No Figuró                    |                                  |
| 1985 |                              | Eugenia Lugo Behrens                   | -                            | Se desconoce                 | No Figuró                    | Miss Simpatía                    |
| 1986 | San Cristóbal                | Laura Inés Fazzolari Scurria           | 17                           | San Cristóbal                | 4º Lugar (2.ª Finalista)     |                                  |
| 1987 | No Compitió                  | No Compitió                            | No Compitió                  | No Compitió                  | No Compitió                  | No Compitió                      |
| 1988 | Distrito Capital             | Nancy Elena García Amor                | 21                           | Caracas                      | 6º Lugar (1.ª Finalista)     |                                  |
| 1989 |                              | Luicira Marcano Reyes                  | 22                           | Se desconoce                 | 4º Lugar (Miss Wonderland)   | Miss Elegancia                   |
| 1990 |                              | María José Rodríguez                   | -                            | Se desconoce                 | No Figuró                    |                                  |
| 1991 |                              | Mariana Martínez de Aparicio           | -                            | Se desconoce                 | No Figuró                    |                                  |
| 1992 |                              | Andrea Codriansky Strange              | -                            | Se desconoce                 | No Figuró                    |                                  |
| 1993 |                              | Daniela Johanna Pérez Velazco          | -                            | Se desconoce                 | No Figuró                    |                                  |
| 1994 | Jáuregui                     | Carolina Castillo Sulyan               | 18                           | La Grita                     | No Figuró                    |                                  |
| 1995 | Junín                        | Marifel Gómez Villafañe                | 19                           | Rubio                        | No Figuró                    |                                  |
| 1996 | Andrés Bello                 | Tatiana Irizar Zabala                  | 21                           | Cordero                      | 6º Lugar (2.ª Finalista)     | Mejor Pelo                       |
| 1997 | Cárdenas                     | Veruska Tatiana Ramírez                | 18                           | Táriba                       | Miss Venezuela 1997          | Ojos más bellos                  |
| 1998 | San Cristóbal                | Johanna Grimaldo Castro                | 20                           | San Cristóbal                | Top 10                       | Mejor Pelo                       |
| 1999 | San Cristóbal                | Carol Ann Useche Page                  | 18                           | San Cristóbal                | No Figuró                    |                                  |
| 2000 | Pedro María Ureña            | Isis Yulami Durán Moreno               | 21                           | Ureña                        | No Figuró                    | Miss Belleza Integral            |
| 2001 | San Cristóbal                | Aura Consuelo Zambrano Alejos          | 20                           | San Cristóbal                | 2º Lugar (1.ª Finalista)     |                                  |
| 2002 | San Cristóbal                | Tibisay Montilva Mora                  | 17                           | San Cristóbal                | Top 10                       |                                  |
| 2003 | San Cristóbal                | Victoria Troconis Alcalde              | 18                           | San Cristóbal                | Top 20                       |                                  |
| 2004 | Bolívar                      | Verónica Loschi Carrascal              | 18                           | San Antonio del Táchira      | No Figuró                    |                                  |
| 2005 | San Cristóbal                | Denisse Josefina Mora Páez             | 18                           | San Cristóbal                | No Figuró                    |                                  |
| 2006 | San Cristóbal                | Chiquinquirá Montiel                   | 18                           | San Cristóbal                | No Figuró                    |                                  |
| 2007 | San Cristóbal                | Elsa Alexandra Serrano Gutiérrez       | 17                           | San Cristóbal                | 5º Lugar (2.ª Finalista)     |                                  |
| 2008 | San Cristóbal                | Jennipher Bortolas                     | 17                           | San Cristóbal                | Top 10                       | Best Smile                       |
| 2009 | San Cristóbal                | Mariángela Haydée Bonanni              | 21                           | San Cristóbal                | 4º Lugar (Miss Tierra)       | Mejor Catwalk                    |
| 2010 | San Cristóbal                | Germania Andrea Pimiento Vera          | 18                           | San Cristóbal                | No Figuró                    |                                  |
| 2011 | San Cristóbal                | Milagro Manrique                       | 17                           | San Cristóbal                | Top 10                       | Miss Naturalidad                 |
| 2012 | Estado Mérida                | Ivanna Mariam Vale Colman              | 20                           | Mérida                       | 4º Lugar (1.ª Finalista)     |                                  |
| 2013 | Estado Zulia                 | Georgina de Jesús Mazzeo Ramírez       | 21                           | Santa Bárbara del Zulia      | No Figuró                    | Mirada Seductora                 |
| 2014 | Junín                        | Rafaela Gregori Castañeda              | 18                           | Rubio                        | No Figuró                    |                                  |
| 2015 | Estado Trujillo              | Fabiana Virginia Viloria Villegas      | 18                           | Valera                       | No Figuró                    | Miss Amistad                     |
| 2016 | Junín                        | Betania Rojas Rincón                   | 22                           | Rubio                        | No Figuró                    | Miss Personalidad y Miss Amistad |
| 2017 | Seboruco                     | María Sofía Contreras Trujillo         | 18                           | Seboruco                     | No Figuró                    |                                  |
| 2018 | Estado Vargas                | Oricia del Carmen Domínguez Dos Santos | 24                           | Macuto                       | 3º Lugar (2.ª Finalista)     | Belleza con Propósito            |
| 2019 | San Cristóbal                | Victoria Eugenia Galeazzi Casique      | 21                           | San Cristóbal                | No Figuró                    |                                  |
| 2020 | Distrito Capital             | Ana Karina Pereira Contreras           | 22                           | Caracas                      | No Figuró                    | Miss Estética y Salud            |
| 2021 | No Compitió                  | No Compitió                            | No Compitió                  | No Compitió                  | No Compitió                  | No Compitió                      |
| 2022 | Estado Mérida                | Martha Juddit Rodríguez Rincón         | 23                           | Bailadores                   | No Figuró                    |                                  |
| 2023 | Bolívar                      | Minerva Alejandra Chuello Cantor       | 23                           | San Antonio del Táchira      | Top 10                       | Miss Pelo Lindo                  |
| 2024 | Distrito Capital             | Laleska Lexibeth Mora Pérez            | 26                           | Caracas                      | Top 10                       | Miss Amistad                     |
| 2025 | San Cristóbal                | Valeria del Amor Gámez Varela          | 23                           | San Cristóbal                | TBA                          | TBA                              |

## Municipios Ganadores
De las 58 Reinas del Táchira coronadas hasta el 2025:
- 27 Son Tachirenses.
- 09 Son oriundas de otros estados.
- 22 Se desconoce su procedencia.

| Municipio         | Títulos | Año(s)                                                                                               |
| ----------------- | ------- | --- |
| San Cristóbal     | 17      | 1966, 1981, 1986, 1998, 1999, 2001, 2002, 2003, 2005, 2006, 2007, 2008, 2009, 2010, 2011, 2019, 2025 |
| Junín             | 3       | 1995, 2014, 2016                                                                                     |
| Bolívar           | 2       | 2004, 2023                                                                                           |
| Seboruco          | 1       | 2017                                                                                                 |
| Pedro María Ureña | 1       | 2000                                                                                                 |
| Cárdenas          | 1       | 1997                                                                                                 |
| Andrés Bello      | 1       | 1996                                                                                                 |
| Jáuregui          | 1       | 1994                                                                                                 |

### Reinas oriundas de otros Estados
- - 1973.  Distrito Capital - Caracas
  - 1988.  Distrito Capital - Caracas
  - 2012.  Mérida - Mérida
  - 2013.  Zulia - Santa Bárbara del Zulia
  - 2015.  Trujillo - Valera
  - 2018.  Vargas - Macuto
  - 2020.  Distrito Capital - Caracas
  - 2022.  Mérida - Bailadores
  - 2024.  Distrito Capital - Caracas

### Se desconoce Procedencia
- 1952, 1953, 1960, 1961, 1962, 1963, 1964, 1968, 1970, 1972,  1974, 1976, 1977, 1978, 1983, 1984, 1985, 1989, 1990, 1991, 1992, 1993.

### No hubo Representante
En los siguientes años no se escogió una Miss Táchira.
- En los años 50: 1954, 1955, 1956, 1957, 1958, 1959
- En los años 60: 1965, 1967, 1969
- En los años 70: 1971, 1975, 1979
- En los años 80: 1980, 1982, 1987
- En los años 20: 2021

## Miss Táchira en el Miss Venezuela Mundo
El Miss Venezuela Mundo es un concurso de belleza que, en ocasiones se realiza separado del Miss Venezuela, mientras que en otras ediciones se fusiona con este. 
Por tal razón, las Miss Táchira Mundo que representaron al estado en el Miss Venezuela Mundo suelen ser las ganadoras del Miss Táchira, ó las Finalistas del Miss Táchira.
Color Clave
- Ganador
- 1.º Finalista
- 2.º Finalista
- Top 5

| Año  | Municipio             | Candidata                | Edad                  | Procedencia           | Colocación            | Premios               |                       |
| ---- | --------------------- | ------------------------ | --------------------- | --------------------- | --------------------- | --------------------- | --------------------- |
| 2000 | Pedro María Ureña     | Isis Yulami Durán Moreno | 21                    | Ureña                 | No Figuró             |                       |                       |
| 2001 | No Hubo Representante | No Hubo Representante    | No Hubo Representante | No Hubo Representante | No Hubo Representante | No Hubo Representante | No Hubo Representante |
| 2002 | San Cristóbal         | Tibisay Montilva Mora    | 17                    | San Cristóbal         | No Figuró             |                       |                       |
| 2006 | San Cristóbal         | Tibisay Montilva Mora    | 21                    | San Cristóbal         | No Figuró             |                       |                       |
| 2013 | San Cristóbal         | Oriana Reyes Rivera      | 21                    | San Cristóbal         | No Figuró             |                       |                       |
| 2014 | No Hubo Representante | No Hubo Representante    | No Hubo Representante | No Hubo Representante | No Hubo Representante | No Hubo Representante | No Hubo Representante |
| 2015 | Jáuregui              | María José Duque Montoya | 18                    | La Grita              | Top 5                 | Miss Cabello Radiante |                       |

## Miss Táchira a Nivel Internacional
Las Tachirenses han tenido un admirable desempeño en los escenarios internacionales; representando a Venezuela en los siguientes concursos.
Color Clave
- Ganador
- Finalistas
- Semi Finalistas

| Año               | Candidata                     | Participó                           | Sede                            | Colocación    |
| ----------------- | ----------------------------- | ----------------------------------- | ------------------------------- | ------------- |
| Miss Táchira 1973 | Hilda Carrero García          | Miss Internacional 1973             | Osaka, Japón                    | Top 15        |
| Miss Táchira 1988 | Nancy Elena García Amor       | Miss Intercontinental 1988          | Lagos, Nigeria                  | No Clasificó  |
| Miss Táchira 1989 | Luicira Marcano Reyes         | Miss Wonderland 1989                | Taipéi, Taiwán                  | No Clasificó  |
| Miss Táchira 1997 | Veruska Tatiana Ramírez       | Miss Universo 1998                  | Honolulu, Hawái, Estados Unidos | 1.º Finalista |
| Miss Táchira 2001 | Aura Consuelo Zambrano Alejos | Miss Internacional 2001             | Tokio, Japón                    | 1.º Finalista |
| Miss Táchira 2001 | Aura Consuelo Zambrano Alejos | Miss Intercontinental 2002          | Coburgo, Alemania               | 4.º Finalista |
| Miss Táchira 2001 | Aura Consuelo Zambrano Alejos | Reinado Internacional del Café 2002 | Manizales, Colombia             | 2.º Finalista |
| Miss Táchira 2009 | Mariángela Bonanni Randazzo   | Miss Tierra 2010                    | Nha Trang, Vietnam              | Top 7         |
| Miss Táchira 2012 | Ivanna Mariam Vale Colman     | Reinado Internacional del Café 2013 | Manizales, Colombia             | Ganador       |

## Otras Tachirenses
En el Miss Venezuela, han participado varias Tachirenses que lamentablemente no lograron portar la banda de Táchira por diversas razones. Pero que gracias a su belleza, se les otorgó la banda de otros Estados sin concurso regional.
Color Clave
- Ganador
- Finalistas
- Semi Finalistas

| Año  | Municipio       | Candidata                               | Edad | Ciudad            | Representó             | Colocación                     | Premios                                          |
| ---- | --------------- | --------------------------------------- | ---- | ----------------- | ---------------------- | ------------------------------ | ------------------------------------------------ |
| 1997 | García de Hevia | Jeinar Moreno Ortega                    | 21   | La Fría           | Delta Amacuro          |                                |                                                  |
| 1998 | San Cristóbal   | María Eugenia Bustamante Hernández      | 21   | San Cristóbal     | Dependencias Federales |                                |                                                  |
| 2000 | San Cristóbal   | Leidy Gisela Moncada                    | 18   | San Cristóbal     | Amazonas               |                                |                                                  |
| 2000 | San Cristóbal   | Kelin Yosselin Peña                     | 18   | San Cristóbal     | Barinas                |                                |                                                  |
| 2006 | San Cristóbal   | María Daniela Torrealba Pacheco         | 18   | San Cristóbal     | Trujillo               |                                |                                                  |
| 2007 | San Cristóbal   | Yorly Andreína Padilla Urbina           | 21   | San Cristóbal     | Mérida                 |                                |                                                  |
| 2008 | San Cristóbal   | Jorelys Gabriela Quintana Pozo          | 20   | San Cristóbal     | Cojedes                |                                |                                                  |
| 2008 | San Cristóbal   | Laksmi Rodríguez de la Sierra Solórzano | 22   | San Cristóbal     | Monagas                | 3.º Lugar (Miss International) |                                                  |
| 2009 | Cárdenas        | María Gabriela Pástran Duque            | 24   | Táriba            | Portuguesa             |                                |                                                  |
| 2012 | San Cristóbal   | Yoelis Adriana Escalante Salas          | 18   | San Cristóbal     | Anzoátegui             |                                |                                                  |
| 2012 | San Cristóbal   | Claudia Baratta Sarcinelli              | 22   | San Cristóbal     | Mérida                 |                                | Miss Naturalidad, Miss Fotogénica y Miss Amistad |
| 2012 | San Cristóbal   | Desirée Coromoto Zambrano Sosa          | 18   | San Cristóbal     | Trujillo               |                                |                                                  |
| 2013 | San Cristóbal   | Johana Alexandra Contreras Guerrero     | 19   | San Cristóbal     | Trujillo               |                                |                                                  |
| 2014 | Ayacucho        | Débora Paola Medina Pineda              | 19   | San Juan de Colón | Trujillo               | Top 10                         | Miss Tecnología                                  |
| 2018 | Jáuregui        | Ana Karina Noguera Andrade              | 25   | La Grita          | Delta Amacuro          |                                |                                                  |
| 2021 | San Cristóbal   | María Paula Sánchez Páez                | 23   | San Cristóbal     | Apure                  |                                |                                                  |
| 2024 | San Cristóbal   | Sarilé Daniela González Pérez           | 23   | San Cristóbal     | Miranda                | 4.º Lugar (3.ª Finalista)      |                                                  |